# Orzesze
Orzesze é um município da Polônia, na voivodia da Silésia e no condado de Mikołów. Estende-se por uma área de 82,89 km², com 20 451 habitantes, segundo os censos de 2016, com uma densidade de 244,1 hab/km².